# Trenton (Carolina do Sul)
Trenton é uma cidade  localizada no estado norte-americano de Carolina do Sul, no Condado de Edgefield.

## Demografia
Segundo o censo norte-americano de 2000, a sua população era de 226 habitantes.
Em 2006, foi estimada uma população de 275, um aumento de 49 (21.7%).

## Geografia
De acordo com o United States Census Bureau tem uma área de
3,4 km², dos quais 3,4 km² cobertos por terra e 0,0 km² cobertos por água. Trenton localiza-se a aproximadamente 185 m acima do nível do mar.

## Localidades na vizinhança
O diagrama seguinte representa as localidades num raio de 20 km ao redor de Trenton.